# Jesús Pla Gandía
Jesús Pla Gandía (Agullent, Valencia, 24 de diciembre de 1915-Valencia, 8 de noviembre de 2000)fue un obispo católico español. Obispo auxiliar de Valencia (1971-1981) y obispo de Sigüenza-Guadalajara (1981-1991).

## Biografía
Nació en la localidad valenciana de Agullent en 1915. A los veintiséis años fue ordenado sacerdote el 5 de julio de 1942.
Comenzó su labor pastoral en la diócesis de Valencia, donde fue sucesivamente: párroco de Genovés (1942-1946), director espiritual del Seminario Mayor de Valencia en Moncada (1946-1951), arcipreste y párroco de san Jaime Apóstol (1946-1967), Vicario general (1967-1971), y obispo auxiliar (1971-1981).
El 5 de mayo de 1981 fue nombrado Obispo de Sigüenza-Guadalajara. Permeneció en ese cargo hasta el 11 de septiembre de 1991 cuando paso al retiro.
Jesús Plá falleció en Valencia el 8 de noviembre de 2000. Sus restos mortales reposan en la capilla de la Inmaculada Concepción de la Catedral de Santa María (Sigüenza).
El 17 de septiembre de 2016 el cardenal Antonio Cañizares, presidió la apertura de la causa de canonización de mons. Jesús Pla Gandía.